# Боги Пеґани
Боги Пеґани — перша книга англо-ірландського письменника лорда Дансейні, опублікована в 1905 році. Фентезі-книга була оцінена схвально, але як незвичайний твір. Одну з найвпливовіших рецензій написав Едвард Томас у газеті London Daily Chronicle.

## Зміст
Книга являє собою серію оповідань, пов’язаних вигаданим Дансейні пантеоном божеств, які живуть у Пеґані та читається одразу і як космогонія авторського світу, і як сюжетна повість, у якій описується створення, розквіт та занепад світу Пеґани, розкриті у історіях, пов'язаних з її богами та пророками. Оповідання про світ Пеґани також присутні у наступних збірках: «Час та боги», «Меч Веллерана та інші оповідання» і зовсім обмаль в «Казання трьох півкуль».
Книга проілюстрована картинами Сідні Сайма, оригінали котрих можна побачити в замку Дансейні.
У 1919 році Дансейні казав американському інтерв'юверу: «У «Богах Пеґани» я намагався охопити сутність [причини створення та існування] океану і місяця. Я не знаю, чи хтось ще коли-небудь пробував це раніше». 

### Оповідання збірки
- «Передмова»
- «Вступ»
- «Про барабанщика Скарла»
- «Про створення світів»
- «Про гру богів»
- «Камлання богів»
- «Казання Кіба (Надсилача життя в усіх світах)»
- «Стосовно Сіша (Винищувача годин)»
- «Казання Сліда (Чия душа поблизу моря)»
- «Діяння Мунга (Володаря усіх смертей між Пеґаною та Межею)»
- «Камлання Жерців»
- «Казання Лімпан-Тунга (Бога веселощів і співучих менестрелів)»
- «Про Йохарнет-Лахая (Бога маленьких снів та уяв)»
- «Про Руна, бога ходи (І тисячу домашніх богів)»
- «Повстання богів місцевості»
- «Про Дорожадна (Чиї очі позирають Кінець»
- «Око у пустці»
- «Про Створіння, яке ані бог, ні звір»
- «Пророк Йонат»
- «Пророк Йуг»
- «Пророк Алхірет-Хотеп»
- «Пророк Кабок»
- «Про лихо, яке спіткало Юн-Ілару поблизу моря, та про зведення вежі завершення днів»
- «Про те, як боги зламали Сідіф»
- «Про те, як Імбаун зробився у Арадеку верховним пророком усіх богів, крім єдиного»
- «Про те, як Імбаун зустрів Зодрака»
- «Пеґана»
- «Казання Імбауна»
- «Про те, як Імбаун мовив про смерть королю»
- «Про Ууда»
- «Ріка»
- «Птах Неминучості та Кінець»

## Пантеон

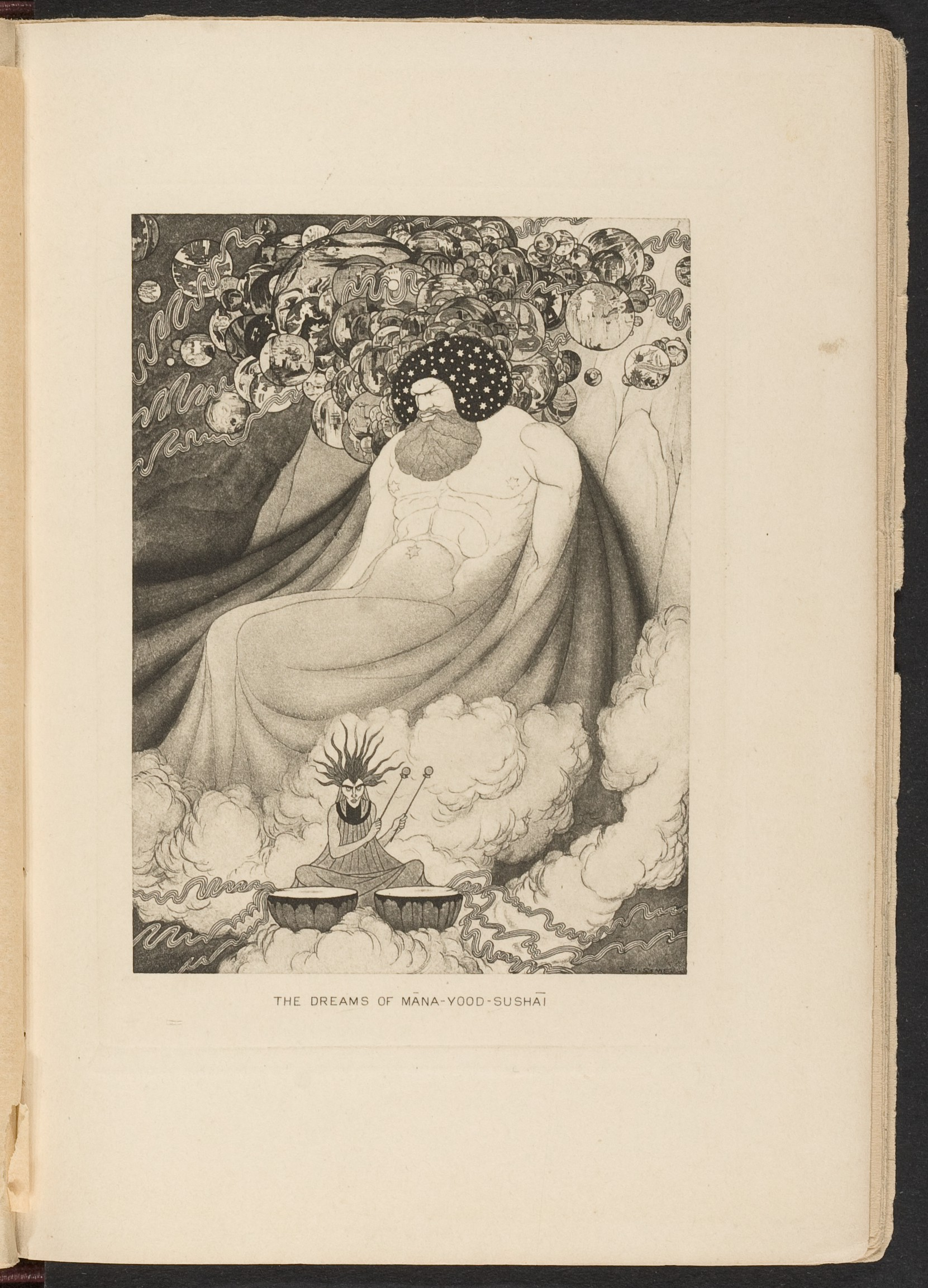
Сни МАНА-ЮД-СУШАЇ, ілюстрація Сідні Сайма з видання Pegana Press 1911 року

### МАНА-ЮД-СУШАЇ
Верховне божество МАНА-ЮД-СУШАЇ, хто створив усіх маленьких богів і почивав потому; коли він прокинеться, він «знову створить нових богів та інші світи, і знищить богів, яких він створив до того». Люди можуть молитися «всім богам, окрім єдиного»; лише самі боги, яких він створив, можуть молитися до МАНА-ЮД-СУШАЇ.

### Барабанщик Скарл
«Відколи МАНА-ЮД-СУШАЇ створив богів та Скарла, Скарл створив барабан», і бив в нього, щоб приспати свого творця; він барабанить вічно, бо, «якщо він зупиниться лиш на мить, тоді МАНА-ЮД-СУШАЇ почне прокидатись, і ані світів, ані богів не буде більше».
Дансейні пише так:
«Є такі, що кажуть, ніби Світи та Сонця — то відлуння від ударів Скарла, а інші подейкують, що вони є видіннями, які постають у думах МАНИ через Скарлову гру, так, як бува, коли сон тривожать звуком співу, але правди ніхто не зна, бо чи є хтось, хто чув голос МАНА-ЮД-СУШАЇ, або ж бачив його барабанщика?»

### Маленькі боги
Окрім МАНА-ЮД-СУШАЇ, хто створив усіх інших богів, є коло так званих «Маленьких богів», котрі «бавляться зі світами та сонцем, життям та смертю», поки їхній творитель спить.
- Кіб, Надсилач життя в усіх світах. Бог звірів і людей. [4]
- Сіш, Винищувач годин. Бог часу, і Час є його гончаком. [5]
- Мунг, Володар усіх смертей між Пеґаною та Межею. Бог смерті. [6]
- Слід, чия душа поблизу моря. Бог усіх вод. [7]
- Лімпан-Тунг, Бог веселощів і співучих менестрелів. [8]
- Йохарнет-Лахай, Бог маленьких снів та уяв. [9]
- Рун, бог ходи та тисячі домашніх богів. [10]
- Дорожанд, чиї очі споглядають з повагою на Кінець. Бог долі. [11]
- Худразай, якому інші маленьки боги звели пам'ятник «Ранорада око у пустці». Безрадісний бог, який знає таємницю МАНА-ЮД-СУШАЇ. [12]
- Сірамі, Володар Всезабуття [13]
- Мозан, Птах Неминучості [14]
- Грімбола, Зібола і Трехаґобола, три богині найвищих гір, матері трьох (колись) непокірних богів річок.

### Тисяча домашніх богів та боги місцевості
За словами Руна, бога ходи: «Є тисяча домашніх богів, маленьких богів, що сидять перед вогнищем та дбають про полум’я — одначе, один Рун».  До цих богів та богів певної місцевості відносяться:
- Піцу, хто смикає кішку
- Хобіт, хто вгамовує пса
- Хабанія, володар сяючих вуглинок
- маленький Замбібу, володар пилу
- старий Грібаун, який сидить у серці вогню, щоб обертати дреревину на попіл
- Кілулуган, володар диму, який здіймається
- Джабім, Володар зламаних речей
- Трібугі, Володар сутінок
- Хіш, Володар тиші
- Вухуун, Володар шумів у ночі
- Еймєс, Зейнєс і Зеґаустріон, (колись) бунтівні володарі трьох річок рівнини
- Умбол, Володар посухи
- Араксес, Задрес і Хирагліон, зірки на півдні
- Інґазі, Йо і Міндо, зірки на півночі

### Троґул, ані бог, ні звір
Троґул — таємниче створіння, що посідає на самому південному полюсі космосу, чиїм обов’язком є перегортати сторінки великої книги, в якій щодня пишеться історія аж до кінця світу. Повністю написані сторінки «чорні», що означає ніч, а білі сторінки символізують новий день. Троґул ніколи не відповідає на молитви, а перегорнуті сторінки ніколи не розкриваються знову ні ним, ні кимось іншим.
Так про нього написано: «Троґул є Створінням, яке люди у багатьох країнах називали багатьма іменами, це те Створіння, що сидить позаду богів, і чия книга — то Задум Речей».

## Історія видання
Книга була вперше опублікована на замовлення в Лондоні в 1905 році Елкіном Метьюзом, друге видання видавництвом The Pegana Press у 1911 році та третє видання, знову Метьюзом, у 1919 році.  Окрім різних окремих видань, повний текст збірки включено до збірки Ballantine Adult Fantasy Beyond the Fields We Know (1972), у The Complete Pegāna (1998) та у Gollancz Fantasy Masterworks омнібус «Час та боги» (2000). 

## Рецензії
Irish Independent назвав «Богів Пеґани » «дивною і безперечно чудовою книгою, вміло, але химерно проілюстрованою», і прокоментував, що читач повинен сам вирішити, чи мають ці історії якийсь сатиричний намір.  Критик New York Times ' Джон Корбін описав дебютну збірку Дансейні як «спробу створити власний Олімп і населити його зібранням божеств, кожне з яких тримає та владу над людським життям, [пантеон] чітко продуманий та візуалізований... Для мене, [збірка] є автобіографією, і багато в чому про саморозкриття, бо відчувається сильна праця несвідомого. Як досягнення уяви». Корбін зробив висновок, що «ця біблія богів Пеґани просто дивовижна». 
Ґаган Вілсон хвалив «Богів Пеґани» як «чудово витриману вправу в абсолютно іронічній фантазії, яку неможливо перевершити. Говорячи надзвичайно оригінальним поєднанням стилю Біблії короля Якова, синтаксису Йетса та образів Шехерезади, [Дансейні] знайомить нас із дивовижною у своїй зловісності Вальгаллою, яка населена божевільними, вражаюче жорстокими і дивовижно дурними богами... чия єдина справжня розвага, здається, походить від винахідливої шкоди, яку вони завдають своїм бідним послушникам».  Е. Ф. Блейлер вихваляв збірку як «переконливе, дивовижне творіння чужої космології». 
С. Т. Джоші, зазначивши, що Дансейні підчас написання «Богів Пеґани» читав Ніцше, заявив, що це «втілення квінтесенції акту фантазії: створення нового світу. Дансейні просто просунув акт світотворення на крок далі, ніж будь-який інший з його мислимих попередників – Вільяма Бекфорда ( Ватек ), Вільяма Морріса з його середньовічними фантазіями – винайшовши цілу космогонію... Дансейні втілює свою нове царство з його власними філософськими уподобаннями, і ці уподобання – хоча й виражені в найрозкішнішій поетичній прозі – дуже сучасні, навіть радикальні». 